# كارلوس بوستوس
كارلوس بوستوس (بالإسبانية: Carlos Bustos) هو لاعب كرة قدم أرجنتيني، ولد في 16 أبريل 1966 في قرطبة في الأرجنتين. لعب مع أرجنتينوس جونيورز وإنديبندينتي وديبورتيفو إسبانول وريفر بليت ونادي باتشوكا ونادي سان لورينزو وهوراكان.

## وصلات خارجية
- كارلوس بوستوس على موقع قاعدة بيانات كرة القدم.إي يو (الإنجليزية)
- كارلوس بوستوس على موقع عالم كرة القدم.نت (الإنجليزية)